# Titularbistum Epiphania in Cilicia
Das Bistum Epiphania in Cilicia (italienisch diocesi di Epifania di Cilicia, lateinisch Dioecesis Epiphaniensis in Cilicia) ist ein Titularbistum der römisch-katholischen Kirche.
Es geht zurück auf ein früheres Bistum der antiken Stadt Epiphaneia in Kilikien im Südosten Kleinasiens. Das Bistum war der Kirchenprovinz Anazarbus zugeordnet.
| Titularbischöfe von Epiphania in Cilicia |                                                          |                                                      |                  |                    |
| Nr.                                      | Name                                                     | Amt                                                  | von              | bis                |
| 1                                        | Rafael Andreu Guerrero                                   | Weihbischof in La Plata o Charcas (Bolivien)         | 26. März 1804    | 1. Mai 1819        |
| 2                                        | Giuseppe Passaponti                                      | Weihbischof in Bologna (Italien)                     | 16. April 1846   |                    |
| 3                                        | Joseph Projectus Machebeuf (Joseph Projectus Macheboeuf) | Apostolischer Vikar von Colorado und Utah (USA)      | 3. März 1868     | 7. August 1887     |
| 4                                        | Luciano Saracani OFM                                     | emeritierter Bischof von Poggio Mirteto (Italien)    | 1888             |                    |
| 5                                        | Fortunato Vinelli                                        | Weihbischof in Genua (Italien)                       | 16. Januar 1893  | 16. März 1894      |
| 6                                        | Francis Alphonsus Bourne                                 | Koadjutorbischof von Southwark (Großbritannien)      | 27. März 1896    | 9. April 1897      |
| 7                                        | Sebastião José Pereira                                   | Prälat von Mosambik (Portugiesisch-Ostafrika)        | 7. November 1897 | 17. Juli 1900      |
| 8                                        | Rafael Fernández Concha                                  | Weihbischof in Santiago de Chile (Chile)             | 14. Januar 1901  | 13. Oktober 1912   |
| 9                                        | Arsenio del Campo y Monasterio OSA                       | emeritierter Bischof von Nueva Caceres (Philippinen) | 2. Dezember 1912 | 10. Juli 1917      |
| 10                                       | Pierre Rossillon MSFS                                    | Koadjutorbischof von Vizagapatam (Britisch-Indien)   | 22. August 1918  | 18. Juni 1926      |
| 11                                       | Timothy Joseph Crowley CSC                               | Koadjutorbischof von Dacca (Britisch-Indien)         | 26. Januar 1927  | 9. November 1929   |
| 12                                       | Emiliano José Lonati OFMCap                              | Prälat von São José do Grajaú (Brasilien)            | 10. Januar 1930  | 29. September 1971 |